# Szlopki
#Szlopki (ros. #Шлёпки) – singiel ukraińskiej piosenkarki Oli Polakowej, wydany cyfrowo 22 maja 2013 i umieszczony na jej drugim albumie studyjnym, zatytułowanym Szlopali szlopki, który miał premierę w 2017. Piosenkę stworzyli Witalij Taran i Aleksandr Wratariew.

## Historia utworu

### Nagrywanie
Piosenka zaczęła powstawać w 2008, kiedy to kompozytor Witalij Taran wymyślił słowa refrenu, które nagrał na dyktafon. W 2011, otrzymawszy od wokalisty Kadima Tarasowa prośbę o napisanie utworu dla Switłany Łobody, nagrał wersję demo numeru „Szlopki”. Twórca zwrócił się do Oli Polakowej i Andrija Danyłki z propozycją nagrania właściwej wersji, jednak oboje odmówili.
W 2012 szkic utworu został przedstawiony założycielowi agencji rozrywkowej Secret Service Michaiłowi Jasinskiemu, z którym w tamtym czasie współpracowała Polakowa. Po sugestii producenta piosenkarka nagrała swoją wersję piosenki. Za aranżację utworu odpowiadał Aleksandr Slinczenko, który dodał w łączniku dodał elementy dubstepu. Masteringu nagrania dokonał Siergiej Graczew. Prace nad singlem zakończyły się wiosną 2013.

### Wydanie i odbiór
Singiel został wydany cyfrowo 22 maja 2013 pod szyldem wytwórni Moon Records w dwóch wersjach: radiowej i dubstepowej (teledyskowej). Piosenka początkowo nie była przebojem, z czasem zyskiwała na popularności m.in. wśród małoletnich odbiorców. Utwór wykonywany jest przez Polakową na jej koncertach, często w dwóch aranżacjach: tanecznej oraz operowej.

### Tekst i interpretacja
Słowa refrenu zostały wymyślone przez Tarana w 2008. Po zrealizowaniu nagrań z Polakową twórca nawiązał współpracę z poetą Aleksandrem Wratariewem (autorem tekstów piosenek m.in. dla Anny German czy Walerija Leontjewa), z którym napisał nowe słowa piosenki. Tekst opowiada o kobiecie, która przed ślubem ucieka od swojego partnera życiowego, ponieważ ten okazuje się być mężem i ojcem trójki dzieci. Uciekająca ma na sobie klapki, które podczas ucieczki „klapią ją w pięty” (ros. шлёпали шлёпки, мои пятки).

### Teledysk
Prace nad realizacją teledysku rozpoczęto wiosną 2013. Reżyserem wideoklipu został Leonid Kolosowskij, zaś scenariusz napisali Polakowa i Jasinskij, którzy stworzyli go z myślą o dzieciach. W teledysku bohaterka, w którą wciela się Polakowa, ucieka od arabskiego mężczyzny Za-Chury, przed którym broni ją siłacz El Brius. Za montaż teledysku odpowiadała Polakowa, która na potrzeby realizacji obrazka zacięgnęła kredyt w wysokości 20 tys. dolarów.
Teledysk miał swoją premierę 21 maja 2013 w serwisie YouTube. Wideoklip wywołał kontrowersje ze względu na postać Za-Chury, którego powiązano z przedsiębiorcą Mochammadem Zachurą, mężem i producentem Kamaliji. Mężczyzna groził wszczęciem postępowania sądowego, jednak ostatecznie wycofał groźby.

## Lista utworów
Digital download
1. „#Szlopki” – 3:35
2. „#Szlopki” (Dubstep Version) – 3:32

## Notowania na listach przebojów
| Kraj  | Lista (2013)   | Najwyższa pozycja |
| ----- | -------------- | ----------------- |
| Rosja | Top Radio Hits | 159               |